# VH1
VH1（ヴィー・エイチ・ワン、1985年 - 1994年: VH-1: Video Hits One、2003年まで：VH1: Music First）は、アメリカ合衆国のニューヨーク市に本部を置くケーブルテレビ・チャンネル。
ティーンエイジャーを視聴対象としているMTVに比べ、20代、30代をターゲットにしている。
当初このチャンネルを作ったのはワーナー・コミュニケーションズの子会社にして当時のMTVの所有者であるWarner-Amex Satellite Entertainmentだったが、現在はパラマウント・スカイダンス・コーポレーションの子会社であるパラマウント・メディア・ネットワークスがVH1とその姉妹局であるMTVを所有している。
姉妹チャンネルとして「VH1 Classic」と「VH1 Soul」がある。「VH1 Country」というチャンネルも存在したが、現在は「CMT Pure Country」に変わっている。
VH1は時々ミュージックビデオやカウントダウン番組も流す。最近では『Behind the Music』や『I Love the』シリーズといった音楽関連のリアリティ番組や、ポップカルチャーに焦点を当てる放送枠『セレブリティ』などといったものでも知られている。MTV Video Music Awardsも生放送している。
MTVと同じく、VH1はアメリカ以外にも世界中にチャンネルを持っている。イスラエル、インド、南アフリカではアメリカ国内で放送されているVH1を見ることができる。日本にはVH1のチャンネルは存在しないが、一部の番組をMTVジャパンで見ることができる。